# Stipe Perica
Stipe Perica (Zara, 7 luglio 1995) è un calciatore croato, attaccante della Dinamo Bucarest.

## Caratteristiche tecniche
Perica è un centravanti bravo nel colpo di testa per via della sua altezza. Sa districarsi bene anche palla al piede oltre a essere un attaccante che si sacrifica per la squadra.

## Carriera

### Club

#### Inizi e passaggio all'Udinese
Nella stagione 2012-2013 ha debuttato tra i professionisti con lo Zara, con cui ha segnato 8 reti in 20 presenze nella massima serie croata, contribuendo alla salvezza del club. Nell'agosto 2013 viene acquistato dagli inglesi del Chelsea, e alcuni giorni più tardi passa in prestito al NAC Breda, formazione della massima serie olandese, con cui ha segnato all'esordio in campionato.
Nel gennaio del 2015 passa in prestito all'Udinese. L'8 febbraio 2015 esordisce in campionato allo Stadio San Paolo giocando gli ultimi 13 minuti della partita persa per 3-1 contro il Napoli. Il 17 maggio segna il suo primo gol in serie A nel match contro la Roma allo stadio Olimpico. Al termine della stagione il Chelsea decide di prolungare il prestito per un'altra stagione. Il 20 dicembre 2015 segna l'1-0 contro il Torino allo stadio Olimpico, mentre il 6 gennaio 2016 segna il secondo gol nel 2-1 contro l'Atalanta. In estate viene riscattato dal club friulano per 4 milioni di euro.
Nella stagione 2016-2017 segna, il 28 agosto 2016, il gol del 2-0 contro l'Empoli, mentre l'11 settembre segna il gol della vittoria in trasferta contro il Milan. È autore anche della prima rete dei friulani nella partita casalinga di domenica 23 aprile contro il Cagliari, vinta per 2-1.

#### Frosinone ed altri prestiti
Il 18 luglio 2018 passa ufficialmente in prestito al Frosinone, con cui colleziona 7 presenze in Serie A senza segnare. Il 28 gennaio 2019 l'Udinese risolve il prestito del giocatore al club ciociaro e contestualmente gira l'attaccante ai turchi del Kasımpaşa. Con il club di Istanbul, Perica debutta il 2 febbraio, alla ventesima giornata di Süper Lig, realizzando il gol del provvisorio 1-1 nella partita persa in casa contro il Sivasspor (1-3).
Rientrato all'Udinese, il 23 agosto 2019 è ceduto in prestito al R.E. Mouscron, in Belgio; il 9 novembre realizza le prime reti con la nuova maglia belga segnando una doppietta sul campo dell’Ostenda nel match terminato 2-2. Il 23 novembre, dopo 100 secondi, realizza la rete del momentaneo vantaggio contro il Genk, match poi terminato nuovamente due pari. Anche l’8 dicembre seguente, nell’incontro terminato sul punteggio di 2-2, realizza un’altra doppietta, questa volta in casa contro lo Standard Liegi. Colleziona 16 presenze e 8 gol in tutto con il club belga.

#### Watford e Maccabi Tel Aviv
Il 7 settembre 2020 viene ceduto a titolo definitivo al Watford, altro club di proprietà di Giampaolo Pozzo. Il 24 ottobre seguente realizza la sua prima rete per i londinesi nel pareggio interno contro il Bournemouth.
Dopo avere giocato poco con il club inglese, il 14 agosto 2021 viene ceduto al Maccabi Tel Aviv, club della prima divisione israeliana. Con gli israeliani, precisamente il 14 settembre, realizza la prima rete della storia del nuovo torneo istituito nella stagione 2021-2022, l'Europa Conference League, aprendo le marcature nel match vinto per 4-1 contro gli armeni dell'Alaškert. In tutto ha collezionato 46 presenze e 18 gol.

#### Standard Liegi, Rijeka e Dinamo Bucarest
Il 2 settembre 2022 firma un contratto triennale con lo Standard Liegi.
Il 4 settembre 2024 fa ritorno in patria accasandosi al Rijeka.
Il 2 febbraio 2025 rescinde il proprio contratto coi fiumani; contestualmente si accasa alla Dinamo Bucarest nella prima divisione rumena, dove conclude la stagione segnando 6 reti in 16 partite di campionato giocate.

### Nazionale
Nella stagione 2012-2013 ha giocato una partita amichevole con l'Under-19 ed una con l'Under-21; a giugno 2013 viene inserito nella lista dei convocati per il Mondiale Under-20; il 23 giugno fa il suo esordio nella manifestazione, sostituendo Ante Rebić all'82' minuto della partita vinta per 1-0 contro l'Uruguay; il successivo 26 giugno sostituisce Marko Pjaca al 67' minuto della partita pareggiata per 1-1 contro l'Uzbekistan, valida per la seconda giornata della fase a gironi della manifestazione. Scende in campo anche nella terza giornata della fase a gironi, nella quale la sua nazionale batte 2-1 la Nuova Zelanda e lui mette a segno il suo primo gol nel torneo. Nel novembre 2013 ha segnato un gol nelle qualificazioni agli Europei Under-21.

## Statistiche

### Presenze e reti nei club
Statistiche aggiornate al 2 settembre 2022.
| Stagione         | Squadra          | Campionato       | Campionato | Campionato | Coppe nazionali | Coppe nazionali | Coppe nazionali | Coppe continentali | Coppe continentali | Coppe continentali | Altre coppe | Altre coppe | Altre coppe | Totale | Totale |
| Stagione         | Squadra          | Comp             | Pres       | Reti       | Comp            | Pres            | Reti            | Comp               | Pres               | Reti               | Comp        | Pres        | Reti        | Pres   | Reti   |
| ---------------- | ---------------- | ---------------- | ---------- | ---------- | --------------- | --------------- | --------------- | ------------------ | ------------------ | ------------------ | ----------- | ----------- | ----------- | ------ | ------ |
| 2012-2013        | Zara             | 1. HNL           | 20         | 8          | CC              | 4               | 2               | -                  | -                  | -                  | -           | -           | -           | 24     | 10     |
| 2013-2014        | NAC Breda        | ED               | 25         | 6          | CO              | 1               | 0               | -                  | -                  | -                  | -           | -           | -           | 26     | 6      |
| 2014-gen. 2015   | NAC Breda        | ED               | 10         | 3          | CO              | 1               | 0               | -                  | -                  | -                  | -           | -           | -           | 11     | 3      |
| Totale NAC Breda | Totale NAC Breda | Totale NAC Breda | 35         | 9          |                 | 2               | 0               |                    | -                  | -                  |             | -           | -           | 37     | 9      |
| gen.-giu. 2015   | Udinese          | A                | 9          | 1          | CI              | 0               | 0               | -                  | -                  | -                  | -           | -           | -           | 9      | 1      |
| 2015-2016        | Udinese          | A                | 11         | 2          | CI              | 2               | 1               | -                  | -                  | -                  | -           | -           | -           | 13     | 3      |
| 2016-2017        | Udinese          | A                | 27         | 6          | CI              | 0               | 0               | -                  | -                  | -                  | -           | -           | -           | 27     | 6      |
| 2017-2018        | Udinese          | A                | 22         | 1          | CI              | 0               | 0               | -                  | -                  | -                  | -           | -           | -           | 22     | 1      |
| Totale Udinese   | Totale Udinese   | Totale Udinese   | 69         | 10         |                 | 2               | 1               |                    | -                  | -                  |             | -           | -           | 71     | 11     |
| 2018-gen. 2019   | Frosinone        | A                | 7          | 0          | CI              | 1               | 0               | -                  | -                  | -                  | -           | -           | -           | 8      | 0      |
| gen.-giu. 2019   | Kasımpaşa        | SL               | 12         | 2          | TK              | 2               | 0               | -                  | -                  | -                  | -           | -           | -           | 14     | 2      |
| 2019-2020        | R.E. Mouscron    | PL               | 15         | 7          | CB              | 1               | 1               | -                  | -                  | -                  | -           | -           | -           | 16     | 8      |
| 2020-2021        | Watford          | FLC              | 16         | 1          | FACup+CdL       | 0+2             | 0               | -                  | -                  | -                  | -           | -           | -           | 18     | 1      |
| 2021-2022        | Maccabi Tel Aviv | LH1              | 34         | 15         | CI              | 3               | 0               | UECL               | 8                  | 2                  | -           | -           | -           | 45     | 17     |
| Totale carriera  | Totale carriera  | Totale carriera  | 208        | 52         |                 | 17              | 4               |                    | 8                  | 2                  |             | -           | -           | 233    | 58     |